# Собчиці
Собчиці (пол. Sobczyce, нім. Tschopitz) — село в Польщі, у гміні Котля Ґлоґовського повіту Нижньосілезького воєводства.
Населення — 317 осіб (2011).
У 1975-1998 роках село належало до Легницького воєводства.

## Демографія
Демографічна структура станом на 31 березня 2011 року:
|          | Загалом | Допрацездатний вік | Працездатний вік | Постпрацездатний вік |
| -------- | ------- | ------------------ | ---------------- | -------------------- |
| Чоловіки | 155     | 42                 | 92               | 21                   |
| Жінки    | 162     | 40                 | 92               | 30                   |
| Разом    | 317     | 82                 | 184              | 51                   |